# Muzaffer Can
Muzaffer Can – turecki zapaśnik walczący w stylu klasycznym. Brązowy medalista mistrzostw Europy w 1969 roku.